# گری-شورون (شهرستان نوکت)
گری-شورون (به قرقیزی: Герей-Шорон، گەرەي شورون) یک روستا در قرقیزستان است که در شهرستان نوکت واقع شده‌است. گری-شورون ۲٬۷۳۸ نفر جمعیت دارد و ۱٬۰۸۵ متر بالاتر از سطح دریا واقع شده‌است.